# 阿武町
阿武町（日语：／ Abu chō */?）是位於山口縣北部沿海的行政區劃，全域除西北面濱海外，其餘方向皆被萩市所環繞，荻市也因此被阿武町分為南北兩個區域，兩區域之間僅有未開闢道路的山區相連，往返都必須經過阿武町。
町內主要聚落包括沿海的奈古地區、宇田鄉地区，以及位於東南側山區內的福賀地區，以農業、漁業為主要產業。

## 人口
| 阿武町人口分布圖 |                                               |  |
| 阿武町與日本全國年齡別人口分布比較圖 （2005年資料） | 阿武町的年齡、男女別人口分布圖 （2005年資料） |  |
| ■紫色是阿武町 ■綠色是全国 | ■藍色是男性 ■紅色是女性                       |  |
| 阿武町人口變化 \| 1970年 \| 7,409人 \| \| \| 1975年 \| 6,752人 \| \| \| 1980年 \| 6,272人 \| \| \| 1985年 \| 5,994人 \| \| \| 1990年 \| 5,457人 \| \| \| 1995年 \| 4,910人 \| \| \| 2000年 \| 4,555人 \| \| \| 2005年 \| 4,101人 \| \| \| 2010年 \| 3,743人 \| \| \| 2015年 \| 3,463人 \| \| \| 2020年 \| 3,055人 \| \| |                                               |  |
| 資料來源：日本總務省統計中心提供之人口普查數據 |                                               |  |
| 1970年 | 7,409人                                       |  |
| 1975年 | 6,752人                                       |  |
| 1980年 | 6,272人                                       |  |
| 1985年 | 5,994人                                       |  |
| 1990年 | 5,457人                                       |  |
| 1995年 | 4,910人                                       |  |
| 2000年 | 4,555人                                       |  |
| 2005年 | 4,101人                                       |  |
| 2010年 | 3,743人                                       |  |
| 2015年 | 3,463人                                       |  |
| 2020年 | 3,055人                                       |  |

## 歷史
本地過去在令制國時代屬於長門國阿武郡，17世紀進入江戶時代後成為長州藩的領地，後有部分地區被劃屬其支藩德山藩；19世紀實施廢藩置縣後，全域改隸屬山口縣。
1889年日本實施町村制後，本地分屬位於西側的奈古村，位於北側的宇田鄉村，位於東南側的福賀村共三個行政區劃；其中奈古村在1942年改制為奈古町，1955年這三個行政區劃合併為阿武町。
2000年代日本開始推動平成大合併，阿武町在2004年曾與周邊的行政區劃進行合併的討論，不過最後因為基金的分配方法無法與其他市町村達成共識，故退出合併計畫未參與合併。

### 變遷表
| 1889年4月1日 | 1889年 - 1926年 | 1926年 - 1954年      | 1955年 - 1989年     | 1989年 - 現在       | 現在                |
| ------------ | --------------- | -------------------- | ------------------- | ------------------- | ------------------- |
| 奈古村       | 奈古村          | 1942年11月3日 奈古町 | 1955年1月1日 阿武町 | 1955年1月1日 阿武町 | 1955年1月1日 阿武町 |
| 宇田鄉村     |                 |                      | 1955年1月1日 阿武町 | 1955年1月1日 阿武町 | 1955年1月1日 阿武町 |
| 福賀村       |                 |                      | 1955年1月1日 阿武町 | 1955年1月1日 阿武町 | 1955年1月1日 阿武町 |

## 交通
鐵路山陰本線沿著海岸分別通過阿武町的奈古地區及宇田鄉地區，公路國道191號也以大致相同的路線通過町內，這兩條路線則成為阿武町最主要的聯為交通路線。
町內的客運路線主要由防長交通所經營，包括阿武町營巴士也是委託由防長交通營運，這些路線以奈古車站及道之站阿武町為主要轉乘樞紐，讓來自萩市的客運可以在此轉乘後繼續前往町內的宇田鄉地區及福賀地區。

### 鐵路
- 西日本旅客鐵道
  - 山陰本線：（←萩市） - 宇田鄉車站 - 木與車站 - 奈古車站 - （萩市→）

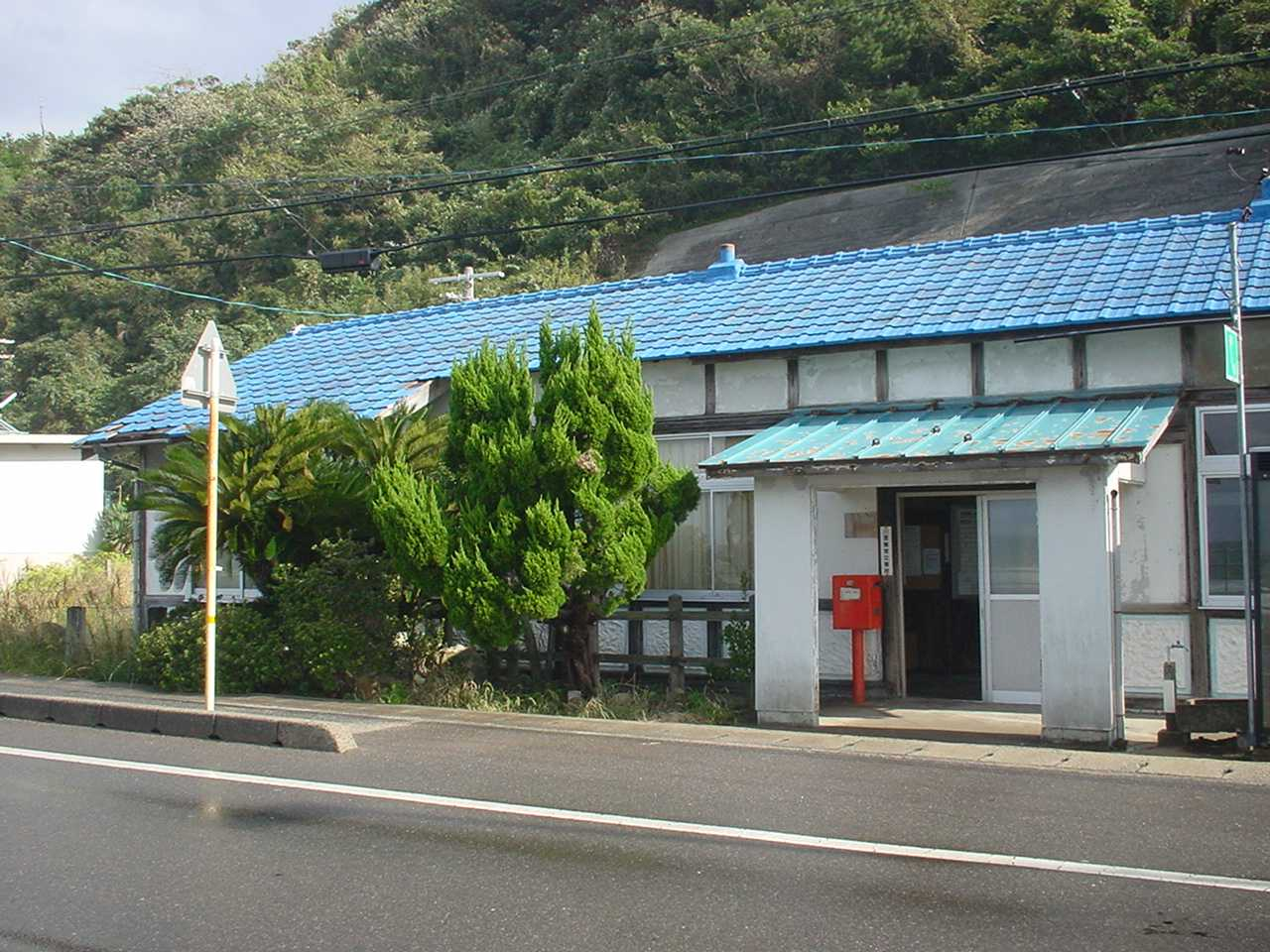
宇田鄉車站
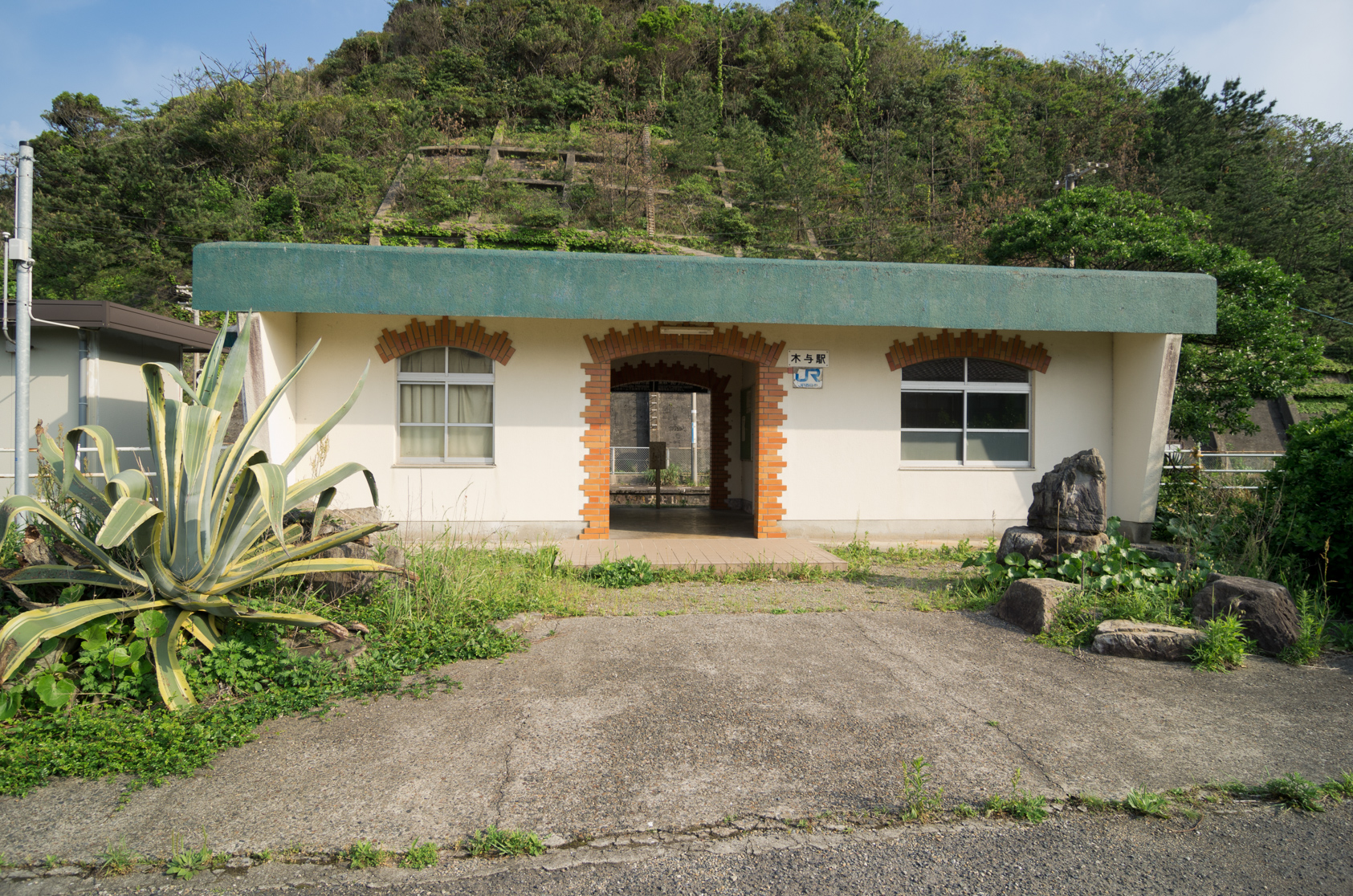
木與車站
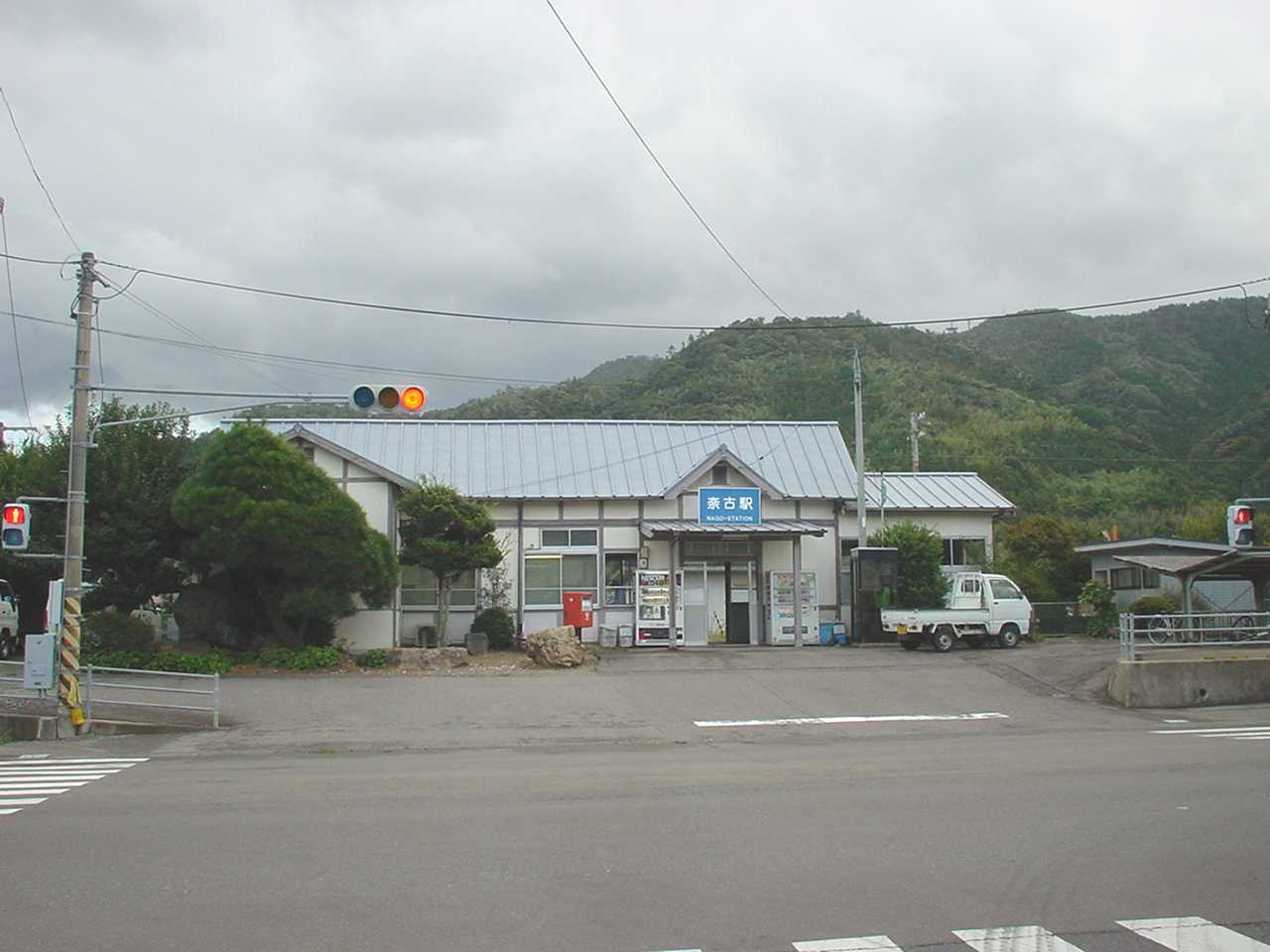
奈古車站

## 觀光景點

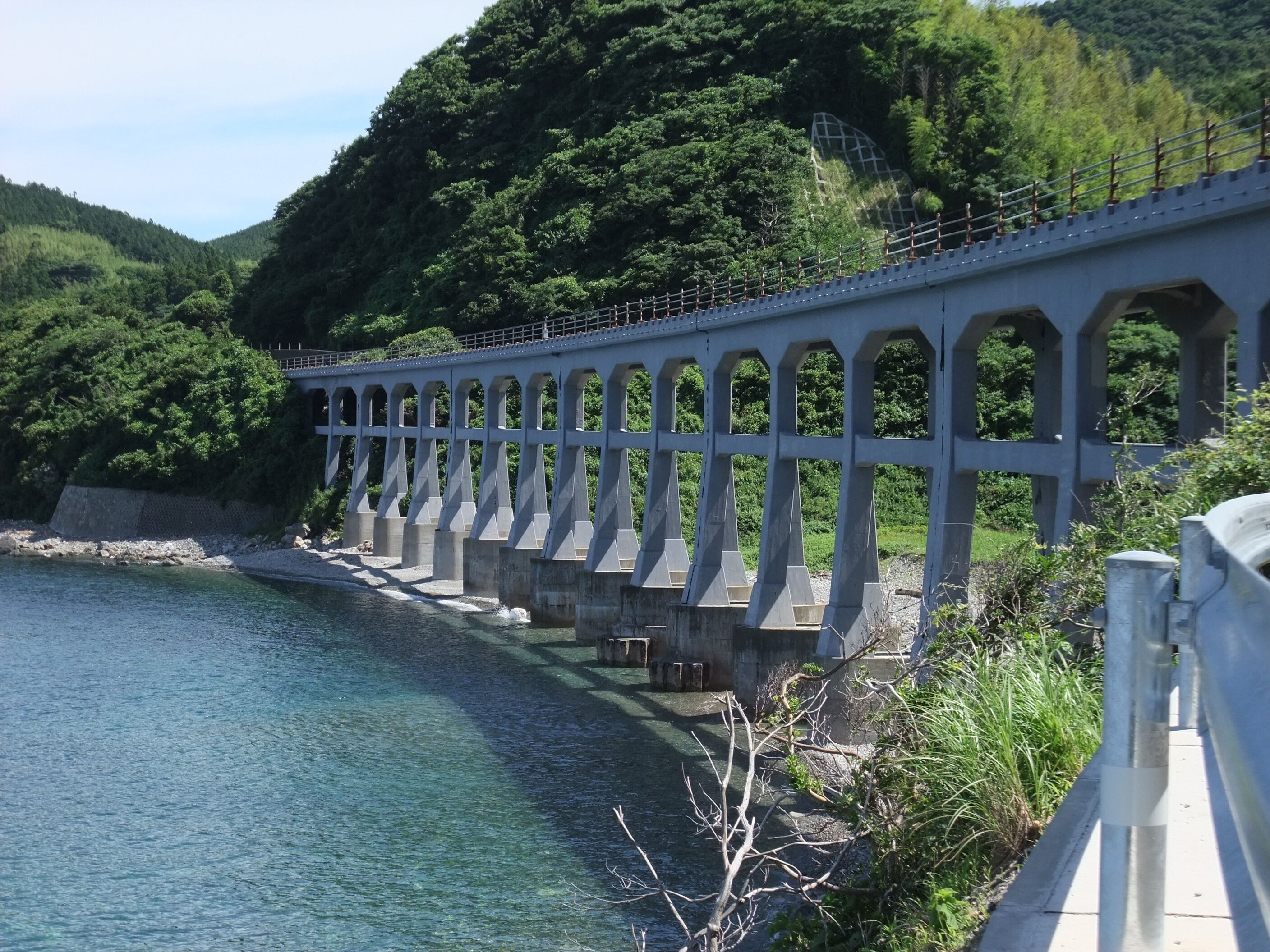
惣鄉川橋梁

沿海區域由於多樣的海岸地形，已被劃入北長門海岸國定公園的範圍。
在北部宇田鄉地區的白須踏鞴製鐵遺跡為19世紀初的日式傳統製鐵廠遺址，該遺址現被列為國家指定文化財產。
JR西日本山陰本線在通過宇田鄉地區白須川出海口處，架設了全長189公尺的惣鄉川橋梁，此座橋梁於2001年獲得土木學會選獎土木遺產，其曲線設計的橋身配合海景也成為日本鐵路攝影愛好者的取景點。

## 教育
全町只有一所高等學校、兩所中學校及兩所小學校，其中奈古地區是唯一同時擁有小學校、中學校、高等學校的地區，其餘兩所中學校及小學校則是位於福賀地區。
不過原本的山口縣立奈古高等學校由於學生人數過少，在2016年被整併為山口縣立萩高等學校奈古分校，目前每屆約有二十名學生。

## 外部連結
- （日語） 山口縣阿武町的Facebook專頁
- （日語） 阿武町公所的X（前Twitter）
- （日語） 山口縣阿武町的Instagram帳戶
- （日語） YouTube上的阿武町公所頻道